# شهرستان تمیکواتا
شهرستان تمیکواتا (به انگلیسی: Témiscouata Regional County Municipality) یک منطقهٔ مسکونی در کانادا است که در با-سن-لوران واقع شده‌است.

## خصوصیات
شهرستان تمیکواتا ۴٬۰۲۵٫۸۰ کیلومترمربع مساحت و ۲۰٬۵۷۲ نفر جمعیت دارد.